# Bindor
Bindor (Fallopia) är en växtsläkte i familjen slideväxter med cirka 20 arter. Arterna är ofta slingrande och klättrande.